# Talk about the Weather
Talk About The Weather é o primeiro álbum da banda de rock britânica Red Lorry Yellow Lorry. Ele foi lançado em 1985 no Reino Unido, pela gravadora independente Red Rhino. Apareceu nas certificações de indie rock da revista New Musical Express por vários meses e alcançou a posição No. 3, indicando fortes vendas. O álbum original tinha apenas oito faixas, no entanto os vários lançamentos subsequentes em cassete e CD trouxeram várias faixas bônus.
| Críticas profissionais | Críticas profissionais |
| Avaliações da crítica  | Avaliações da crítica  |
| Fonte                  | Avaliação              |
| ---------------------- | ---------------------- |
| All Music              | [ 2 ]                  |

## Lista de faixas
1. "Talk About the Weather" – 4:04
2. "Hand on Heart" – 3:49
3. "Feel a Piece" – 2:42
4. "Hollow Eyes" – 3:38
5. "This Today" – 3:23
6. "Sometimes" – 3:01
7. "Strange Dream" – 3:13
8. "Happy" – 3:23

Todas as faixas foram escritas por Chris Reed, exceto por "Hand on Heart" e "This Today", escritas por Reed e David Wolfenden.

## Créditos
- Chris Reed - vocais, guitarra
- David Wolfenden - guitarra
- Paul Southern - guitarra-baixo
- Mick Brown - bateria